# Månegarm
Månegarm est un groupe suédois de folk metal, originaire de Norrtälje et formé en 1995. Le nom fait référence aux loups Managarm (Sköll et Hati) qui, au moment du Ragnarök, dévorent la lune et le soleil.
La première démo quatre titres, Vargaresa, est enregistrée en mai 1996 à l'Underground Studio. La seconde démo, intitulée Ur Nattvindar, est publiée en février 1997. Leur premier album, Nordstjärnans tidsålder, est enregistré aux Sunlight Studios, et sort le 5 juin 1998. Le deuxième album du groupe, Havets vargar, sort en septembre 2000. Le groupe publie plusieurs autres albums par la suite. En 2011, ils signent un nouveau contrat avec Napalm Records, et annoncent un nouvel album, Legions of the North, qui sort en 2013.

## Historique

### Formation et débuts (1995–1996)
Månegarm se forme par la réunion de trois amis de Norrtälje, en Suède, en 1995. Après avoir joué dans différents groupes, ils décident de créer leur propre formation. Le groupe débute sous le nom Antikrist, mais change pour Månegarm en décembre 1995.
La première démo quatre titres, Vargaresa, est enregistrée en mai 1996 à l'Underground Studio. Sa diffusion reste très restreinte. Durant l'été de la même année se produit un changement dans la composition du groupe, avec la venue d'un nouveau guitariste et d'un nouveau chanteur : Markus Andé et Jonny Wranning, amis d’enfance de Grawsiö. Une seconde démo, Ur Nattvindar, enregistrée aux Sunlight Studios en février 1997, marque le départ de Wranning.

### Sous Displeased Records (1997–2006)
La seconde démo, intitulée Ur Nattvindar, est publiée en février 1997. Elle est enregistrée aux Sunlight Studios en février 1997, marque le départ de Wranning. Pour la première fois, le groupe utilise du violon et du chant féminin. Ils se définissent comme des « pionniers » pour l'utilisation de ces éléments-là dans leur musique. Cette démo est plus largement diffusée que la précédente. Quelques mois plus tard, Månegarm signe un contrat avec le label néerlandais Displeased Records.
Leur premier album, Nordstjärnans tidsålder, est enregistré aux Sunlight Studios, et sort le 5 juin 1998. L’enregistrement de leur deuxième album, Havets vargar, commence durant l’été 1999. Mais l’enregistrement est arrêté pendant plusieurs mois à cause de désaccords entre le studio, le label et le chanteur. Hemgren quitte alors le groupe. Le groupe décide de garder la configuration à quatre, Grawsiö se chargeant désormais du chant. L’enregistrement reprend au mois de décembre, au studio Underground et Havets vargar, leur deuxième album, sort en septembre 2000. Leur troisième album Dödsfärd sort en juillet 2003 et leur permettra d'accroitre leur popularité. En 2004, après avoir remasterisé ses deux démos en une compilation (Vargaresa – The Beginning), Månegarm retourne en studio pour enregistrer son quatrième album. Vredens Tid sort le 28 septembre 2005. Cet album reçoit de très bonnes critiques de la part de la presse et des fans.
Le 28 juin 2006, l'EP Urminnes Hävd – The Forest Session sort et que le groupe qualifie de « spécial ». Cet EP acoustique met en valeur la partie folklorique de leur musique, où ils utilisent pour cela de nombreux instruments traditionnels incluant tambours, djembé, guimbarde, flûte, violons, guitares acoustiques, des chœurs et des voix claires masculines et féminines. Cette même année, ils participent à leur première tournée européenne avec Skyforger et Goddess of Desire.

### VargstenenetNattväsen(2007–2009)
En 2007, et donc à la suite de cette tournée, ils arrêtent leur collaboration avec Displeased Recors et signent avec un nouveau label suédois, Black Lodge Records. Ce dernier leur permet de sortir le 25 mai 2007 leur cinquième album Vargstenen. À sa sortie, leur album rentre pour la première fois dans l'histoire du groupe dans les charts suédois.
En août 2008, Månegarm joue pour la première fois en Russie au Summer Breeze Open Air, puis participe à la tournée européenne du Heidenfest en compagnie de Primordial, Eluveitie, Equilibrium, Finntroll et Catamenia. En fin d'année, le groupe change de nouveau de label, et signe avec Regain Records. C'est le 19 novembre 2009 que sort le nouvel album Nattväsen. À partir de ce moment-là, Jacob Hallegren devient le batteur du groupe, laissant Eric Grawsiö assurer uniquement la partie chant.

### Legions of the North(2011–2014)

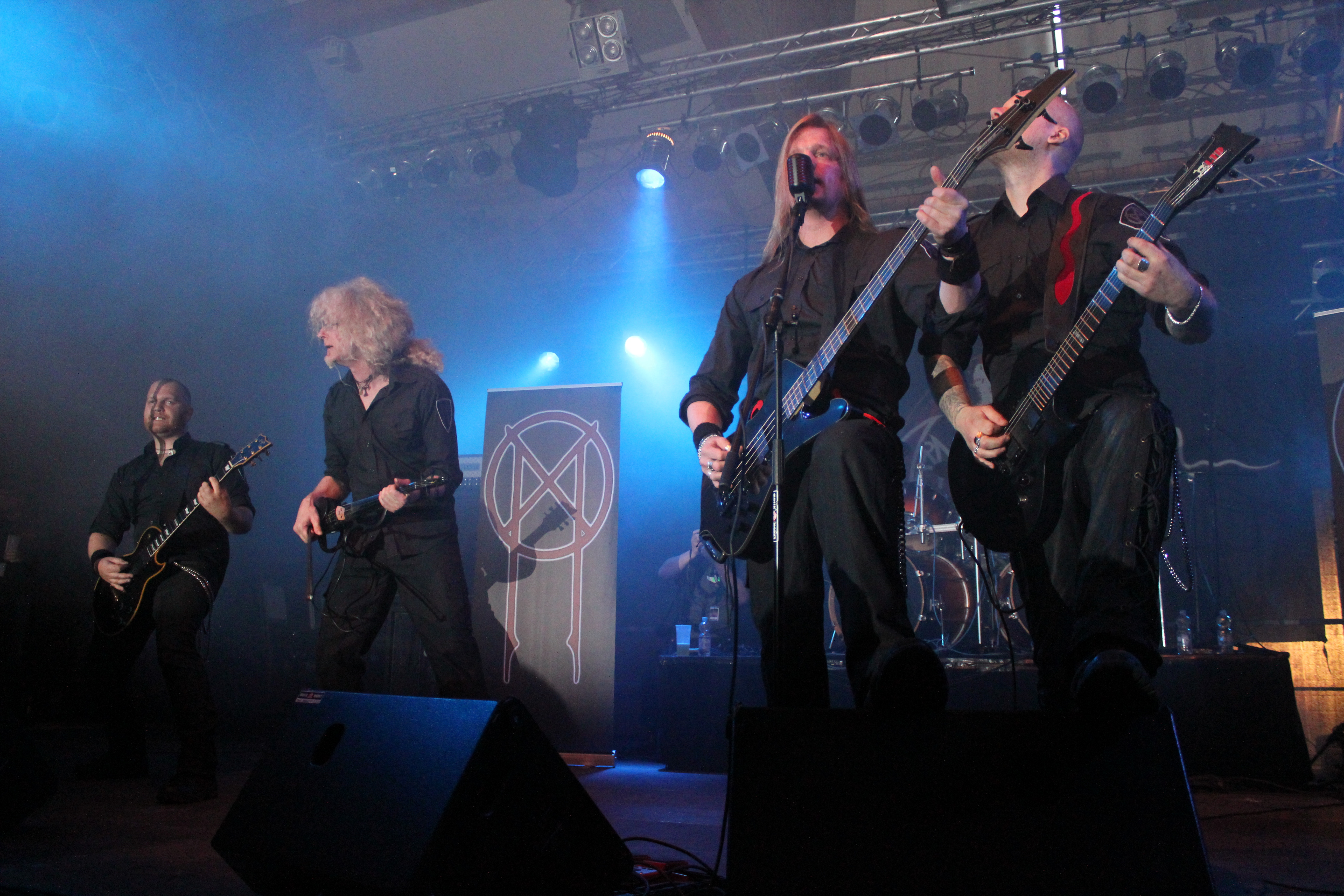
Månegarm, en live au Ragnarök-Festival 2011.

En 2011, le groupe participe au Neck Breakers Ball Tour, en compagnie de Kataklysm, Legion of the Damned, Equilibrium et Milking the Goat Machine. Dans la même année, ils connaissent des problèmes avec leur label et décident de quitter celui-ci. Dans la même année, ils signent un nouveau contrat avec Napalm Records, et annoncent un nouvel album courant 2012. En avril 2013, Månegarm annonce la sortie de son huitième album Legions of the North pour le 1er juillet 2013.

### Månegarm(2015-2018)
Le 27 août 2015, le groupe dévoile la sortie de leur neuvième album éponyme pour le 20 novembre, ainsi qu'une liste des titres. Le 17 décembre, le groupe dévoile des dates de tournée, dans un premier temps en Espagne, débutant le 18 février 2016 à Madrid et se terminant le 21 février à Barcelone.
Le 11 février 2016, de nouvelles dates sont annoncées : le groupe démarre alors une tournée européenne le 31 mars 2016 à Prague et passant par des villes comme Vienne, Ljubljana, Zürich ou bien Hambourg. Ils sont alors accompagnés des groupes Skyforger et Ereb Altor. Le 27 avril 2016, Månegarm annonce être entrés en préproduction pour leur prochain album. Le 29 juillet, le groupe réédite l'album Nattväsen, avec une nouvelle pochette d'album peinte par Kris Verwimp, artiste belge ayant notamment travaillé avec SuidAkrA.
Le 22 novembre 2016, le groupe annonce que leur guitariste et cofondateur du groupe Jonas Rune Almquist quitte le groupe pour des raisons de santé.
Le 23 août 2018, Månegarm annonce organiser les 23 et 24 août 2019 la première édition du Månegarm Open Air. Ce festival, qui se tient à Norrtälje, voit notamment la participation de plusieurs groupes, comme Ereb Altor, Fejd, Grimner ou bien Wormwood.

### Fornaldarsagor(2019-2020)
Le 31 décembre 2018, le groupe annonce la sortie de son neuvième album intitulé Fornaldarsagor pour le 26 avril 2019, toujours sous le label Napalm Records. La pochette est signée Kris Verwimp, qui a déjà travaillé avec le groupe à de nombreuses reprises, notamment pour le précédent opus Manegarm. Plusieurs extraits de l'album sont dévoilés sur Youtube, à savoir "Sveablotet" ainsi que "Hervors Arv".
Le groupe est censé réaliser une performance au Wacken Winter Nights entre le 14 et le 16 février 2020. Toutefois, en raison des forts coups de vent, l'événement est annulé.

### Ynglingaättens Öde(depuis 2022)
Le 04 février 2022, le groupe publie le clip vidéo de "Ulvhjärtat", extrait de son dixième album studio dont ils annoncent également officiellement la sortie. Il s'intitule Ynglingaättens Öde et est annoncé pour une sortie le 15 avril 2022, sous Napalm Records. Månegarm déclarent également s'être inspirés de la dynastie des Ynglingar pour écrire l'album. La tracklist est dévoilée à ce moment-là. Un deuxième extrait, "En Snara ev Guld" est dévoilé le 19 mars 2022 pour lequel ils font un duo avec Lea Grawsiö Lindström, la fille du chanteur Erik Grawsiö.

## Membres

### Membres actuels
- Erik Jurken Grawsiö - chant (depuis 1996), batterie (1996–2010), basse (depuis 2010)
- Markus Andé - guitare (depuis 1996)
- Jacob Hallegren - batterie (depuis 2011)

### Anciens membres
- Svenne Duva Rosendal - chant (1995–1996)
- Mårten Karbylundssvingen Matsson - guitare (1995–1996), chant (1996)
- Johnny Wranning - chant (1996-1997)
- Viktor Hemgren - chant (1997–1999)
- Pierre Skägget Wilhelmsson - basse (1995–2010)
- Janne Liljeqvist - violon, violoncelle, flûte (1998-2012)
- Jonas Rune Almquist - guitare (1995-2016)